# 欧洲公园体育场
欧洲公园体育场（德語：Europa-Park Stadion）是德国巴登-符腾堡州弗赖堡市内的一座专业足球场，可容纳34700名观众。自2021年10月开业以来，它一直是弗赖堡体育俱乐部的主场。该设施位于布吕尔区内，毗邻弗赖堡飞行场。

## 设计
欧洲公园体育场是由总部设于杜塞尔多夫的HPP建筑师事务所设计、奥斯纳布吕克的克斯特建工集团承建的一座专业足球场。球场设有环绕的上、下两层看台，其中南侧球门后方的主队看台由连续性的楼厅组成。根据设计要求，场地将设立34700个观众席，其中36%（约12400个席位）被划定为站席。这座建筑高25米，呈长方形。除弗赖堡体育俱乐部的办公室外，俱乐部职业队和U-23梯队的功能室也被整合至体育场内。

## 命名
体育场在建设阶段曾被俱乐部临时称作“SC体育场”或“狼隅”（am Wolfswinkel）。弗赖堡的球迷组织则建议根据体育场所在的地点命名为“莫斯瓦尔德体育场”（Mooswaldstadion）。与先前的弗赖堡主场——德赖萨姆体育场（位于德赖萨姆河畔）和默斯勒体育场（地处默斯勒敞田）一样，新体育场应参考当地毗邻森林的方位，即附近的莫斯瓦尔德区命名。对于球迷而言，重要的是给体育场一个“真实”的称谓，而不是“每两年更改一次的赞助商名称”。
自2021年10月1日起，位于邻镇鲁斯特的主题乐园——欧洲公园与弗赖堡体育俱乐部签订了长达30年的合作伙伴合同，并成为新体育场的名称赞助商，体育场随即定名为欧洲公园体育场。而城铁4号线的站点，以前只被称为体育场站，自2021年9月起也被更新为欧洲公园体育场站。

## 历史
弗赖堡体育俱乐部此前使用的主场——德赖萨姆体育场于1954年开业，已不再满足现代场地的要求；由于草坪过小（100.5米×68米），且从南端球门到背靠德赖萨姆河的北端球门还有98厘米的坡度，必须取得德国足球职业联盟颁发的特别许可证才能使用。因此在很长一段时间内，人们都在讨论重建或新建体育场的问题。为了评估重建解决方案的成本效益，弗赖堡俱乐部委托弗雷勒公司（Freyler）进行一项研究，根据该研究，重建需要11年时间，而且成本仅略低于新建。2012年春，弗赖堡市议会又向审计公司安永索取了一份报告，报告计算出的旧改时间最长为三年，但成本也显著增高。因此，在原址上不可能有“可持续的解决方案”，需要对其他选址进行评估和比较。
2012年12月，弗赖堡市议会投票赞成建设一座新的体育场，并确认了对三个潜在地点的评估。除狼隅外，候选名单还有位于货运绕行线旁的小型花园用地赫特林格（Hettlinger）和地处高速公路中区引道附近的敞田希尔施马滕（Hirschmatten）。俱乐部和市政府的联合工作组最终就布吕尔区内毗邻机场和大学工程学院的狼隅选址达成了一致。该选址的优势在于交通便利，并可在周边地区建立训练设施。更重要的是，除了属于大学的200平方米外，该选址的其余土地都归市政府所有。此外，它还不影响飞机起降。另两个候选地点在弗赖堡市议会于2014年2月25日的会议中被否决。2015年2月1日，在弗赖堡举办的市民公投中，有58.2%的投票市民支持在狼隅建设新体育场。
新体育场的预算为7600万欧元。2018年11月16日，弗赖堡体育俱乐部获得了在狼隅建设新体育场的施工许可。同月，施工前期准备工作启动。但当施工队将场地平整，从而危及生活在那里的榛睡鼠时，工程便遇到了麻烦。为此，需要在该地区为那些受到惊吓的动物们构建替代栖息地。据城市在2020年的监测报告表明，栖息迁移工作取得了成功。2019年3月29日，在时任弗赖堡市长马丁·霍恩和俱乐部主席弗里茨·凯勒连同500名受邀嘉宾的见证下，体育场正式奠基。
2019年底，在格拉纳达大道旁、经由新通道（水原大道）通往新体育场的步行和单车桥建成通车。剩余的施工工作也在按计划进行，但已经没有时间缓冲了。屋顶结构的施工始于2020年初。为了确保日常交通不受干扰，所有的屋顶构件都是在夜间通过重载运输运往弗赖堡。2020年3月5日，施工现场举行了封顶仪式。随后，弗赖堡足球队周游参观了现场。体育场最初计划于2020年8月，即2020-21赛季德甲联赛开始前完工。2020年4月，俱乐部首席财务官奥利弗·莱基在接受德国体育杂志《踢球者》采访时透露，因受到2019冠状病毒病疫情的影响，原定完工日期将无法实现。因此在2020-21赛季，德赖萨姆体育场仍继续被指定为弗赖堡俱乐部的主场。至2020年7月，官方公布体育场可能要到2020年底才能完工，俱乐部也可能会在冬歇期后迁入新场地。而2020-21赛季德甲也被推迟了一个月，至2020年9月才开赛。
2020年立秋，历时约18个月的建设工程竣工。10月2日，体育场的交通要道——水原大道（得名于弗赖堡的友好城市水原）建成通车。这条公路毗邻机场的起降跑道，与体育场的训练区相连。它还与麦迪逊大道和格拉纳达大道交会。此外，相关工程还包括之前已完工的步行和单车道、众多单车和汽车泊位、一座大型巴士站以及一条连接体育场与城铁站（自2020-21年调图时启用）的林荫道。三站台的欧洲公园体育场站每小时可发送逾万名乘客。带有吊架指示牌的引导系统可引导访客前往彼此相连的乘降点（A、B和C站台），三列城铁列车可由此同时发车。
之前完工的环场道路是以长期担任俱乐部主席的阿希姆·斯托克（1935－2009年）命名，目前仍然用作邻近大学建设工程的通道。它将在下一阶段正式向公众开放。体育场的草皮于2020年11月25日铺设。至同年12月，五层20000平方米的内部设施仍在建设中，俱乐部尚无法承诺入驻日期。旧体育场的租赁协议不得不在2021年2月再次延长，这也是因为新体育场的夜间比赛禁令尚未解除。新体育场的验收应在2021年上半年进行，自那时起，俱乐部将必须支付租金。克斯特建工集团也必须承担因施工延误而产生的额外费用。
由于内部设施尚未完工，弗赖堡俱乐部于2021-22赛季德甲的前三场主场比赛仍在德赖萨姆体育场进行。2021年10月7日，新体育场在国际比赛日期间承办了首场友谊赛，结果弗赖堡以3比0战胜德乙球队圣保利。翌日，一年前铺设的草皮被拆除——因它未能正常生长。俱乐部发言人萨沙·格伦克表示，“状况不佳的主要原因是夏季潮湿，伴有真菌侵扰”。2021年10月16日，当季德甲第8轮的其中一场比赛在欧洲公园球场进行，弗赖堡与RB莱比锡以1比1握手言和。主队扳平比分的一球也是弗赖堡俱乐部在德甲历史上射入的第1000球。

## 能源供应
2021年6月，巴德诺瓦增热宣布计划斥资150万欧元在体育场屋顶安装全球最大的太阳能设备。此外，该建筑还会从临近的北部工业区内企业赛迪亚获取工艺废热。面积15000平方米的光伏阵列预计发电量可达230万千瓦时，相当于1000户家庭的用电需求。通过计算，体育场是碳中和的；但在比赛日，它本身的贡献不足以满足电力需求。此外，如果发生电力故障，则还需要柴油发电机来确保电视传输的畅通。太阳能电池储存系统可以解决这个问题。另一方面，巴德诺瓦希望通过另一家子公司为全场35000名观众构建高速率互联网。它们还将安装10个电动汽车充电站和电动自行车充电设施。

## 法律问题

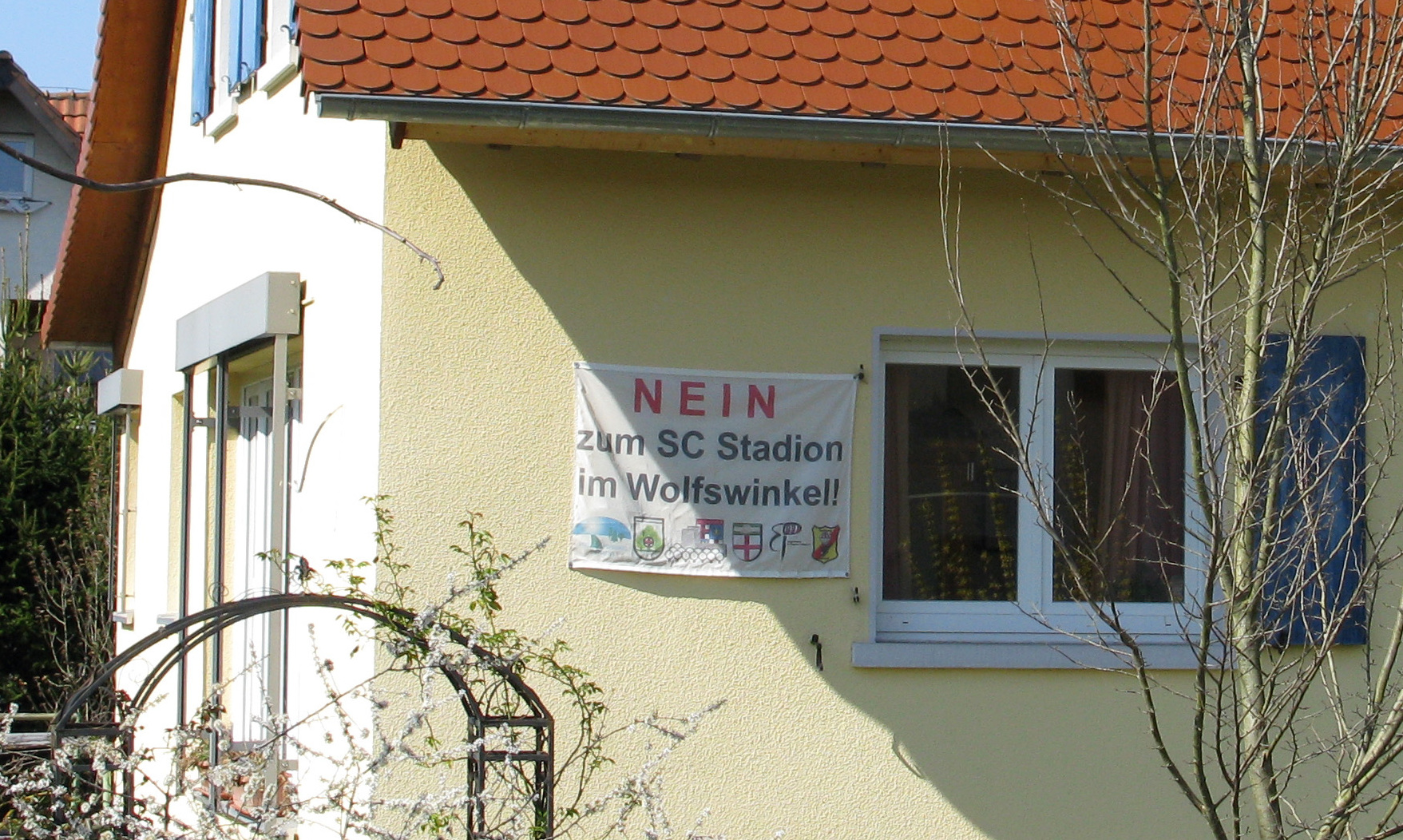
莫斯瓦尔德居民区一所房子挂出的抗议横幅

2019年5月，弗赖堡行政法院在紧急程序中驳回了由5名女子和1名男子（由卡尔斯鲁厄一家律师事务所代理）发起的要求停止施工的诉讼，她们居住在距离体育场最西端约430至740米的地方。另一方面，弗赖堡的滑翔机飞行员则主动撤回了对体育场的诉讼，因为他们在2019年获得了一条新的草地跑道。
2019年10月2日，巴登-符腾堡行政法院裁定，体育场的使用必须达到相对较高的噪音保护标准。这意味着，整周内的任何一场比赛都不允许超过晚上8点，而周日的下午1点至3点间也不允许比赛。非体育赛事则适用于不同的规定。这一裁决引起了全德和英国的关注。2019年10月23日，即裁决公布几小时后，人们知道法院的裁决是基于过时的噪音限制，该限制只到2017年有效。2020年5月20日，行政法院完全受理了巴登-符腾堡州关于批准在新SC体育场举行比赛的申诉。因此，2019年10月23日的裁决无效，将根据案情作出重新审理。2020年9月中旬，行政法院在简易程序中裁定，德甲比赛不能在晚上8点以后举行，也不能在周日下午1点到3点之间举行。然而，如果俱乐部能够进入欧洲联赛或欧洲冠军联赛，则将被允许在夜间作赛，因为这些比赛会被视为“罕有事件”，适用更高的限制。这同样适用于德国足协杯的比赛。
同时，行政法院指出，如果欧洲联赛、欧冠联赛或德国足协杯只能在夜间举行，那么他们的比赛时间可以在夜间稍作延长。但德国足协杯的开球时间为20:45，欧洲联赛和欧冠联赛的开球时间分别为21:05和21:00，因此不允许进行，因为建筑许可证不包括在20：30之后安排开始的比赛。虽然主要的诉讼仍在进行中，但弗赖堡俱乐部仍假定它将能够继续使用该场地，不受当前有效限制值的规管。若要达到俱乐部的目标，则不仅有必要取消在主场比赛中对周日和夜间比赛的简易程序中施加的所有限制，而且必须单独变更建筑许可证，以撤销在20：30之后全面禁止开球的限制。

## 业权及融资
体育场的持有者为弗赖堡体育场资产开发有限公司（Stadion Freiburg Objektträger GmbH & Co. KG），这是弗赖堡市全资控股的公司。市政府以实物入股的方式向公司出让地皮；而弗赖堡体育俱乐部作为非典型的隐名股东出资至少1500万欧元，每年参加德甲的支出将增加100万欧元，上限为2000万欧元。第三方参股者，在弗赖堡展会上引入的巴登国营红屋啤酒厂则以隐名合作伙伴关系捐赠1278万欧元。巴登-符腾堡州文化、青年和体育部也向体育场提供了1620万欧元的补贴。剩余的3270万欧元将通过外部贷款筹集。2018年7月，红屋啤酒厂宣布退出融资，由弗赖堡体育俱乐部接管其股份并为其提供贷款。在完成建设后，公司会把体育场租赁予弗赖堡体育俱乐部，后者参加德甲须支付最高380万欧元的年租金、若参加德乙则须支付最高280万欧元的年租金。

## 补偿措施

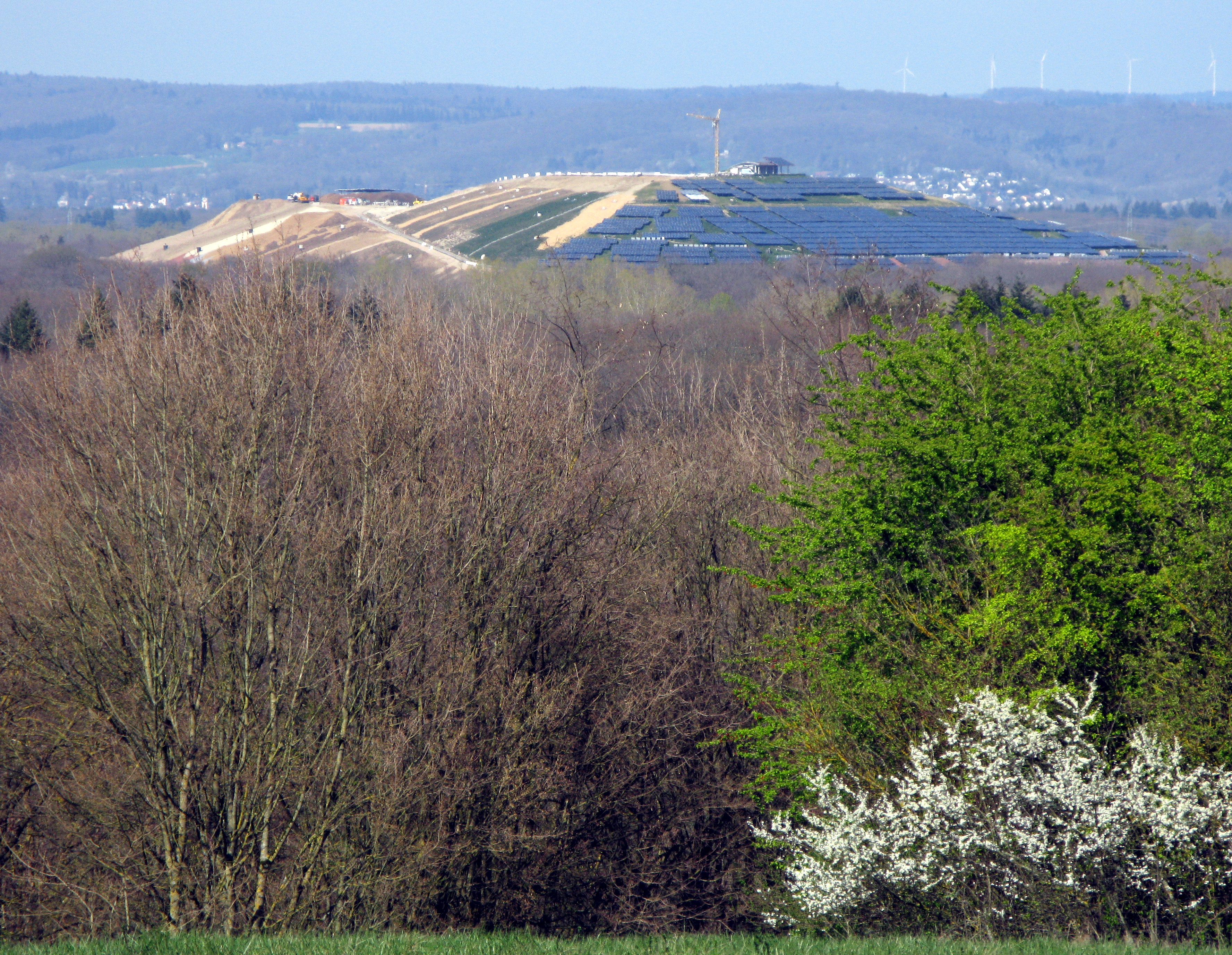
艾歇尔布克从体育场原址获得了钙质草皮

为了弥补因建设体育场和交通、训练等配套设施而造成的空间损失，政府采取了相应的措施。其中包括投入1000万欧元辟出约70公顷的土地，当中近半数面积都用于补偿钙质草地。施工期间有将近10公顷的酸土钙质草地被移除，由于其价值很高，必须予以16公顷的补偿。此次补偿选择了以下地点：艾歇尔布克（Eichelbuck）的前垃圾填埋场8公顷、布雷姆加滕飞行场5.3公顷、图尼山1.5公顷以及北部飞行场1.2公顷。在2015年举行市民公投时，这些措施的规划便已部分启动。
2019年7月，艾歇尔布克已经建立了4公顷的钙质草地，当地相关措施计划于2021年完成。为此，需要从体育场原址的生物群落中提取出草皮和种子，并带到艾歇尔布克重新种植，这样其典型的植物物种和昆虫才能在补偿地点重新栖息。2018年的一项调查显示，在重新安置后仅几个月，艾歇尔布克的动植物就开始与飞行场的生物群落显示出极大的相似性。为了保持这种状态，草地需要在夏季进行多次修剪。北部飞行场和布雷姆加滕飞行场的补偿措施已经完成，其中布雷姆加滕有部分原滑行道已被解封。在克恩德林根附近的埃尔茨河段生态复原后的草地上广泛放牧是另一项补偿措施，与此同时，也增加了寒鸦的栖息地。

## 连接至飞行场
将来，更大的飞机将能够在毗邻的弗赖堡飞行场起降。运营商已经在争取获得官方批准，并为此购置了一辆新的消防车。如果获得批准，客队的飞机便可直接降落在体育场旁边。为了尽量减少在欧洲公园体育场站等候乘客的风险，飞行场在体育场观众出发期间（即比赛结束后一小时内）会禁止所有航班在34和16跑道起降。